# Украинская ассоциация футбола
Украинская ассоциация футбола (укр. Українська асоціація футболу) — всеукраинская общественная спортивная организация, основанная 13 декабря 1991 года. Главная цель её деятельности — содействие в развитии и популяризации футбола на Украине. Ассоциация занимается организацией игр чемпионата Украины, организует игры сборной страны, также занимается развитием детско-юношеского футбола. Член УЕФА и ФИФА с 1992-го.

## История
6 марта 1991 года в составе Федерации футбола СССР благодаря усилиям Виктора Максимовича Банникова была создана и юридически оформлена Федерация футбола Украины. Она полностью была подконтрольна и подчинена московскому руководству.
После провозглашения независимости Украины 24 августа 1991 года исполком Федерации футбола УССР принял решение про проведение в начале декабря Пленума, на котором была бы определена судьба развития национального футбола.
В начале сентября было проведено общее заседание руководства федерации и футбольной общественности. Было предложено создать внутренние футбольные институты, которые бы не подчинялись московскому руководству.
В октябре произошла встреча Виктора Банникова с президентом УЕФА Леннартом Юханссоном, который пообещал всестороннюю поддержку во вступлении Украины в европейское футбольное сообщество.
13 декабря в большом зале Министерства по делам молодёжи, спорта и туризма Совет федерации единогласно принял следующее заявление:
Согласно всенародному референдуму от 1 декабря 1991 года Украина стала независимым государством. Федерация футбола — самостоятельная независимая общественная организация, которая не входит в состав федераций других государств. Федерация берёт под свою юрисдикцию защиту прав футболистов, тренеров и специалистов футбола.
Федерация футбола обязуется придерживаться международных норм и прав человека независимо от национальности и вероисповедания. Федерация футбола подтверждает свою приверженность целям и принципам уставов ФИФА и УЕФА и обязывается их выполнять.
Федерация футбола Украины выполнила все свои обязательства перед Федерацией футбола СССР и заявляет о своём выходе из её состава.
Первым президентом Всеукраинской спортивной общественной организации «Федерация футбола Украины» был утверждён Виктор Максимович Банников. В мае 2019 года «ФФУ» была переименована в «Украинскую ассоциацию футбола». Юридическое лицо имеет статус общественной организации — гражданского союза с уставным капиталом 0 гривен. Активы на 2020 год — 744888 тыс. гривен. Включена в Реестр неприбыльных учреждений и организаций.

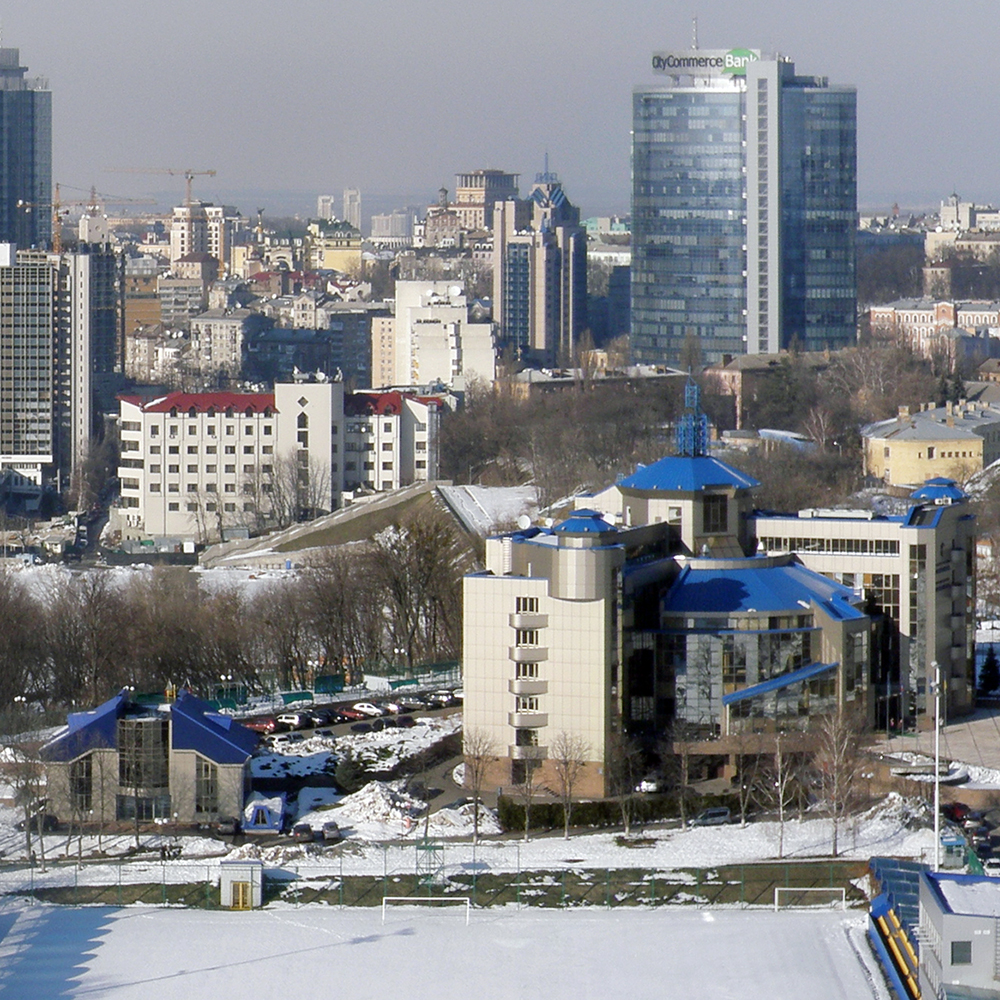
Резиденция ФФУ — Дом футбола (2004—2006)

## Президенты
- Виктор Максимович Банников (декабрь 1991 — июль 1996)
- Валерий Павлович Пустовойтенко (июль 1996 — август 2000)
- Григорий Михайлович Суркис (август 2000 — сентябрь 2012)
- Анатолий Дмитриевич Коньков (сентябрь 2012 — март 2015)
- Андрей Васильевич Павелко (март 2015 — январь 2024)
- Андрей Николаевич Шевченко (январь 2024 — настоящее время)

### Первый вице-президент
- Павел Михайлович Бойчук

### Вице-президенты
- Сергей Станиславович Ребров
- Александр Яковлевич Шевченко

## Важнейшие органы и коллективные члены
- Украинская футбольная Премьер-лига
- Профессиональная футбольная лига Украины
- Ассоциация любительского футбола Украины
- Комитет ФФУ по развитию футбола в регионах «Совет регионов»
- Комитет женского футбола ФФУ
- Детско-юношеская футбольная лига Украины
- Ассоциация мини-футбола Украины
- Ассоциация пляжного футбола Украины

## Футбольная инфраструктура
В 2018 году при поддержке УАФ по всей Украине было построено 544 объектов в регионах: 525 площадок и 19 полей. В частности, 66 полей — в Киеве.
В период с 2015 по 2018 года футбольная инфраструктура в количественном измерении выросла более чем вдвое. Особенно это касается 2018 года, в течение которого было введено в эксплуатацию более четверти существующих объектов.

## Программы УАФ

### Проект социальной ответственности «Play away, Play everywhere — Играй в гостях, играй везде».
УАФ совместно с благотворительным фондом «Развитие футбола Украины» в рамках соглашения с Детским фондом УЕФА реализует проект социальной ответственности «Play away, Play everywhere — Играй в гостях, играй везде».
Проект направлен на социальную интеграцию детей-переселенцев Украины, в частности через футбол, поощрение детей к здоровому образу жизни и занятию спортом, в частности футболом, обеспечение свободного и бесплатного доступа детей к футбольной инфраструктуры, привлечение общественности и местных общин в проект для совместной помощи и решения существующей проблемы детей-переселенцев.
В рамках реализации проекта дети-переселенцы получают возможность бесплатно посещать футбольные матчи, участвовать в церемониях вывода команд, участвовать в автограф и фото сессиях с участием игроков национальных сборных команд Украины по футболу.

### Помощь детям из семей, нуждающихся в особой социальной поддержке
УАФ организовывает экскурсии, автограф и фото сессии для детей социально незащищенных категорий населения в Доме футбола и НСК «Олимпийском».
Традицией в этом направлении является празднование Дня Святого Николая и Нового года. На два дня Дом футбола превращается в резиденцию Святого Николая и Деда Мороза.

### Помощь военнослужащим
Украинская ассоциация футбола проводит встречи игроков, тренеров национальных сборных, руководства УАФ с военными, которые находятся на лечении и реабилитации после ранений полученных во время боевых действий на Донбассе.
Ко Дню защитника отечества в 2015 году УАФ инициировала и организовала приобретение и передачу двадцати квартир семьям участников антитеррористической операции: погибших воинов, а также тех, кто продолжают оставаться в рядах ВСУ.
УАФ помогла оказать благотворительную помощь для Главного клинического госпиталя Киева в виде новой трубки для рентгеновского аппарата стоимостью около 500 тыс. грн.
Бойцы АТО и Нацгвардии, которые получили ранения и находятся на реабилитации, получают возможность бесплатно посещать матчи с участием Национальной сборной Украины по футболу, в том числе и за рубежом.

### Открытые уроки футбола
Проект «Открытые уроки футбола» осуществляется в рамках деятельности по сотрудничеству между гражданским обществом и общественным сектором для мира, социальной интеграции и защиты детей на Украине, финансируемого Европейским Союзом. Основными исполнителями в реализации проекта выступают Ассоциация кросс-культурных проектов (Дания), Федерация футбола Украины, Всеукраинская Фонд «Защита прав детей», StreetFootballWorld (Германия), в партнерстве с Министерством образования и науки Украины, Национальной полицией Украины и Федеральным министерством иностранных дел Германии.
Проект привлекает и создает межсекторные сети среди общественных объединений (в частности, региональных федераций футбола и клубов), школ, родителей, органов местного самоуправления, полиции, психологов, совместными усилиями способствуют взаимодействию и социальной интеграции между вынужденно внутренне перемещенными детьми и молодёжью из Донбасса и Крыма и их сверстниками из принимающих общин.
Проект использует футбол как инструмент для разработки и внедрения образовательных и информационных кампаний с целью урегулирования мирных вопросов, социальной интеграции и защиты детей.

## Выступления национальных сборных команд Украины

### Национальная сборная
Участник чемпионата мира (2006), в т.ч.:
- 1/4 чемпионата мира (2006)

Участник чемпионата Европы (2012, 2016, 2020, 2024), в т.ч.:
- 1/4 чемпионата Европы (2020)

### Молодёжная сборная U-21
Участник чемпионата Европы в Дании (2006, 2011), в т.ч.:
- серебряный призер чемпионата Европы (2006)

### Юношеская сборная U-20
Участник чемпионата мира (2001, 2005, 2015), в т.ч.:
- победитель чемпионата мира (2019)
- 1/8 чемпионата мира (2001, 2005, 2015

### Юношеская сборная U-19
Участник чемпионата Европы (2004, 2009, 2014, 2015, 2018), в т.ч.:
- победитель чемпионата Европы (2009)
- полуфиналист чемпионата Европы (2004, 2018)

### Юношеская сборная U-18
Участник чемпионата Европы (2000, 2001), в т.ч.:
- серебряный призер чемпионата Европы (2000)

### Юношеская сборная U-17
Участник чемпионата Европы (2002, 2004, 2007, 2013, 2016)

### Юношеская сборная U-16
Участник чемпионата Европы (1994, 1996, 1997, 1998), в т.ч.:
- бронзовый призер чемпионата Европы (1994)

### Женская национальная сборная
Участник чемпионата Европы (2009)

## Борьба с коррупцией
После опубликования немецким изданием Der Spiegel расследование под названием «Как выплаты УЕФА оказались на Британских Виргинских островах» Украинская ассоциация футбола обратилась к ГБР, ГПУ и МВД с заявлением о совершении экс-президентом ФФУ Григорием Суркисом уголовного преступления на сотни миллионов евро.
По данным Der Spiegel, начиная с 1999 года (более 15 лет) УЕФА перечислял средства, в целом 380 млн евро, предназначенные для Федерации футбола Украины (ныне — Украинская ассоциация футбола) и развития украинского футбола, оффшорной компании Newport Management Limited. Эта компания зарегистрирована на Британских Виргинских островах и, по данным издания, контролируется Григорием Суркисом, который с 2000 по 2012 год возглавлял ФФУ, а также более 10 лет (до февраля 2019) был членом Исполкома УЕФА.
В декабре 2022 года ФИФА и УЕФА предупредили УАФ о возможном исключением из организаций. Международные футбольные чиновники опасаются, что под давлением извне на ближайшем заседании исполкома президентом организации планируется назначить бывшего главного тренера сборной Украины Андрея Шевченко[обновить данные].